# Francisco Figueroa Mata
Francisco Figueroa Mata (10 de octubre de 1870; Quetzalapa, Guerrero - 23 de agosto de 1936; Distrito Federal) fue un militar mexicano que participó en la Revolución mexicana y fungió en distintos cargos de importancia, como el de Gobernador Provisional del Estado de Guerrero en dos ocasiones, entre otros.

## Estudios y vida personal
Figueroa nació en la localidad de Quetzalapa, municipio de Huitzuco de los Figueroa, en el estado de Guerrero, el 10 de octubre de 1870. Cursó la primaria en la escuela particular de Huitzuco, donde conoció al destacado profesor Manuel Saénz y después la carrera de profesor normalista en el Instituto Literario de Chilpancingo.

## Carrera
Simpatizó con Francisco I. Madero, con quién peleó en 1910 y 1911. Al triunfo de este fue gobernador de Guerrero, de mayo a junio de 1911. El general Ambrosio Figueroa Mata, hermano suyo, le comisionó para informar a Francisco I. Madero que había una conspiración por miembros del Ejército porfirista, el 2 de febrero de 1910. En la capital le sorprendieron los sucesos de la Decena Trágica, y corrió con el riesgo de ser fusilado por Victoriano Huerta o por Félix Díaz. 
Tomó las armas y para mayo se había incorporado ya a las fuerzas de Rómulo Figueroa Mata. Fue en representación de este último como delegado de la Convención de Aguascalientes, en octubre de 1914. El 31 de octubre, votó por la permanencia de Venustiano Carranza como Primer Jefe de la Revolución. En 1915, fue secretario de gobierno de Zacatecas; en 1916 fue nombrado por Venustiano Carranza presidente de la junta militar. A finales de ese año fue elegido en el distrito de Iguala, Guerrero, como diputado constituyente. El 16 de diciembre de 1918, es electo nuevamente Gobernador Provisional del Estado de Guerrero por el Senado de la República, cargo que ejerce hasta 1921.

## Muerte
Murió a causa de un accidente automovilístico en la Ciudad de México, el 23 de agosto de 1936 a los 65 años de edad. Su viuda, Doña Feliza Uriza Mata, murió el 18 de enero de 1968 a causa de un infarto agudo al miocardio a los 89 años de edad en la Ciudad de México. Los restos fueron sepultados en el Panteón Francés en la Ciudad de México. Francisco Figueroa fue padre de Aníbal, Francisco e Ignacio Figueroa.[cita requerida] El padre de Rubén Figueroa Figueroa fue Nicasio Figueroa Fuentes, esposo de Eufemia Figueroa Mata, hermana de Francisco Figueroa Mata.[cita requerida] Nicasio Figueroa, hermano de Odilon Figueroa Fuentes.